# Зонд 1968Б
Зонд 1968Б (Союз 7К-Л1 № 8Л) е официално част от съветската програма Зонд и е безпилотен вариант на космическия кораб Союз 7К-Л1. Основната задача е изпробване на бордните системи на кораба за облитане на Луната и завръщане на спускаемия апарат на Земята.

## Полетът
При подготовката за старта (насрочен за 21 юли 1968) се взривява резервоарът с окислителя на Блок Д като частично разрушава главния обтекател. Космическия кораб, заедно с полуразрушения обтекател пада няколко метра по-надолу и се заклещва на площадката сред обслужващите ферми на стартовата площадка. Резервоарът с горивото на „Блок Д“ с около 5 тона керосин се откача от фермите и се разбива в елементите на третата степен на ракетата-носител. По някои данни загива един човек, а по други трима.